# 13032 Tarn
A 13032 Tarn (ideiglenes jelöléssel 1989 TU3) a Naprendszer kisbolygóövében található aszteroida. Eric Walter Elst fedezte fel 1989. október 7-én.